# Episodi di Alle meine Töchter (seconda stagione)
La seconda stagione della serie televisiva Alle meine Töchter è stata trasmessa in anteprima in Germania dalla ZDF tra il 1º febbraio 1996 e il 18 aprile 1996.
| nº | Titolo originale          | Titolo italiano | Prima TV Germania | Prima TV Italia |
| -- | ------------------------- | --------------- | ----------------- | --------------- |
| 1  | Schwarze Katze von links  | inedito         | 1º febbraio 1996  | inedito         |
| 2  | Hochverrat                | inedito         | 8 febbraio 1996   | inedito         |
| 3  | Ende eines schönen Tages  | inedito         | 15 febbraio 1996  | inedito         |
| 4  | Trettner's Plan           | inedito         | 22 febbraio 1996  | inedito         |
| 5  | Duplizität der Ereignisse | inedito         | 29 febbraio 1996  | inedito         |
| 6  | Der vernünftige Hund      | inedito         | 7 marzo 1996      | inedito         |
| 7  | Überraschung in Nizza     | inedito         | 14 marzo 1996     | inedito         |
| 8  | Disharmonie               | inedito         | 21 marzo 1996     | inedito         |
| 9  | In letzter Minute         | inedito         | 28 marzo 1996     | inedito         |
| 10 | Tante Mathilde greift ein | inedito         | 4 aprile 1996     | inedito         |
| 11 | Annas Entscheidung        | inedito         | 11 aprile 1996    | inedito         |
| 12 | Karrieresprünge           | inedito         | 18 aprile 1996    | inedito         |